# Ричард Йейтс
Ричард Йейтс (на английски: Richard Yates) е американски журналист, сценарист и писател на произведения в жанра драма.

## Биография и творчество
Ричард Йейтс е роден на 3 февруари 1926 г. в Йонкърс, Ню Йорк, САЩ. Родителите му се развеждат, когато е 3-годишен, и той отраства в различни градове. Завършва средното си образование в Ейвън, Кънектикът. Служи в армията във Франция и Германия по време на Втората световна война. След демобилизацията в средата на 1946 г. се завръща в Ню Йорк.
Работи в Ню Йорк като журналист, писател по реклами за корпорация „Remington Rand“ и като призрачен писател на свободна практика – известно време пише речи за генералния прокурор Робърт Кенеди.
През 1961 г. е публикуван първият му роман „Пътят на промените“. Той е номиниран за Националнана награда за книга за 1961 г. През 2008 г. романът е екранизиран в едноименния филм с участието на Кейт Уинслет и Леонардо Ди Каприо.
През 1962 г. е публикуван първия му сборник с разкази „Единадесет вида самота“, и също пише сценарий по романа на Уилям Стайрън „Lie Down in Darkness“.
Автор е на още няколко романа, включително романите „Добро училище“, „Великденско шествие“ и „Нарушаване на мира“, и сборника „Влюбени лъжци“.
Преподава творческо писане в Колумбийския университет, в Новото училище за социални изследвания, в Бостънския университет, в Творческата работилница към университета на Айова, университета Уичита, Университета на Южна Калифорния и в университета на Алабама в Тускалуза.
През 1948 г. се жени за Шейла Брайънт. Имат две дъщери – Шарън и Моника. Развеждат се през 1959 г. През 1968 г. се жени за Марта Шпиър. Имат дъщеря – Джина.
Ричард Йейтс умира от емфизем и усложнения от операция на 7 ноември 1992 г. в Бирмингам, Алабама.

## Произведения

### Самостоятелни романи
- Revolutionary Road (1961)
Пътят на промените, изд.: ИК „Кибеа“, София (2009), прев. Станислава Миланова
- A Special Providence (1969)
- Disturbing the Peace (1975)
- The Easter Parade (1976)
Великденско шествие, изд.: ИК „Кибеа“, София (2009), прев. Станислава Миланова
- A Good School (1978)
- Young Hearts Crying (1984)
- Cold Spring Harbor (1986)

### Сборници
- Eleven Kinds of Loneliness (1962)
- Liars in Love (1981)
- The Collected Stories of Richard Yates (2001)

### Екранизации
- 1964 ITV Play of the Week – ТВ сериал, 1 епизод
- 1969 Мостът при Ремаген, The Bridge at Remagen – сценарий
- 2008 Пътят на промените, Revolutionary Road
- 2018 No Pain Whatsoever – късометражен